# Flexografía

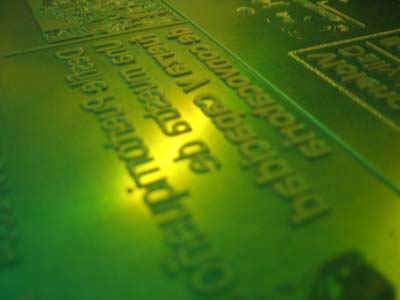
Una placa de flexografía o cliché.

El  flexografía es una técnica de impresión de alta velocidad que utiliza una placa flexible con relieve, es decir, que las zonas impresas de la forma están realzadas respecto de las zonas no impresas. La plancha, llamada cliché o placa, es generalmente de fotopolímero (anteriormente era de hule vulcanizado) que, por ser un material muy flexible, es capaz de adaptarse a una cantidad de soportes o sustratos de impresión muy variados. La flexografía es el sistema de impresión característico, por ejemplo, del cartón ondulado y de los soportes plásticos. Es un método semejante al de un sello de imprenta.

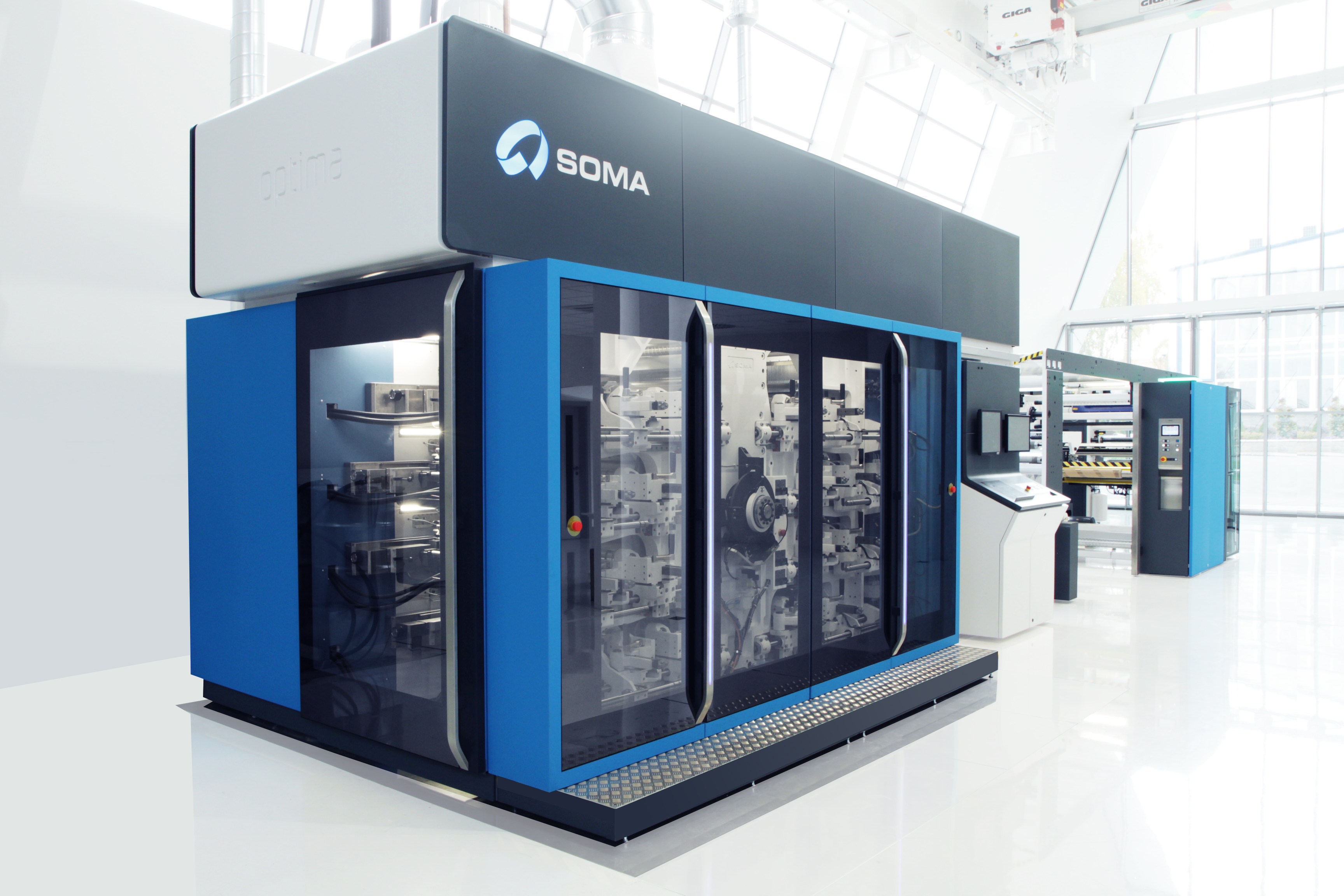
Impresora flexográfica.

En este sistema de impresión se utilizan tintas líquidas caracterizadas por su gran rapidez de secado. Esta gran velocidad de secado es la que permite imprimir volúmenes altos a bajos costos, comparado con otros sistemas de impresión. En cualquier caso, para soportes poco absorbentes, es necesario utilizar secadores situados en la propia impresora (por ejemplo, en el caso de papeles estucados o barnices UV).

## Historia
Los orígenes de la impresión flexográfica se ubican entre las décadas de 1920 y 1930, con una máquina conocida con el nombre de prensa a la anilina ya que usaba tintas a base de este químico. Estas tintas se disolvían en alcohol, por lo que la impresión era de una calidad muy pobre y poco resistente.
Luego de esto la MossType Corporation realizó una encuesta para decidir el nombre que se le daría a un nuevo método de impresión, puesto que el uso de anilina en los empaques para consumo humano había sido prohibido la FDA (Agencia de Drogas y Alimentos, por sus siglas en inglés) por ser perjudicial para la salud.
En esta encuesta se decidieron tres nombres:
- Rotopack
- Permatone
- Flexografía

## Proceso de impresión

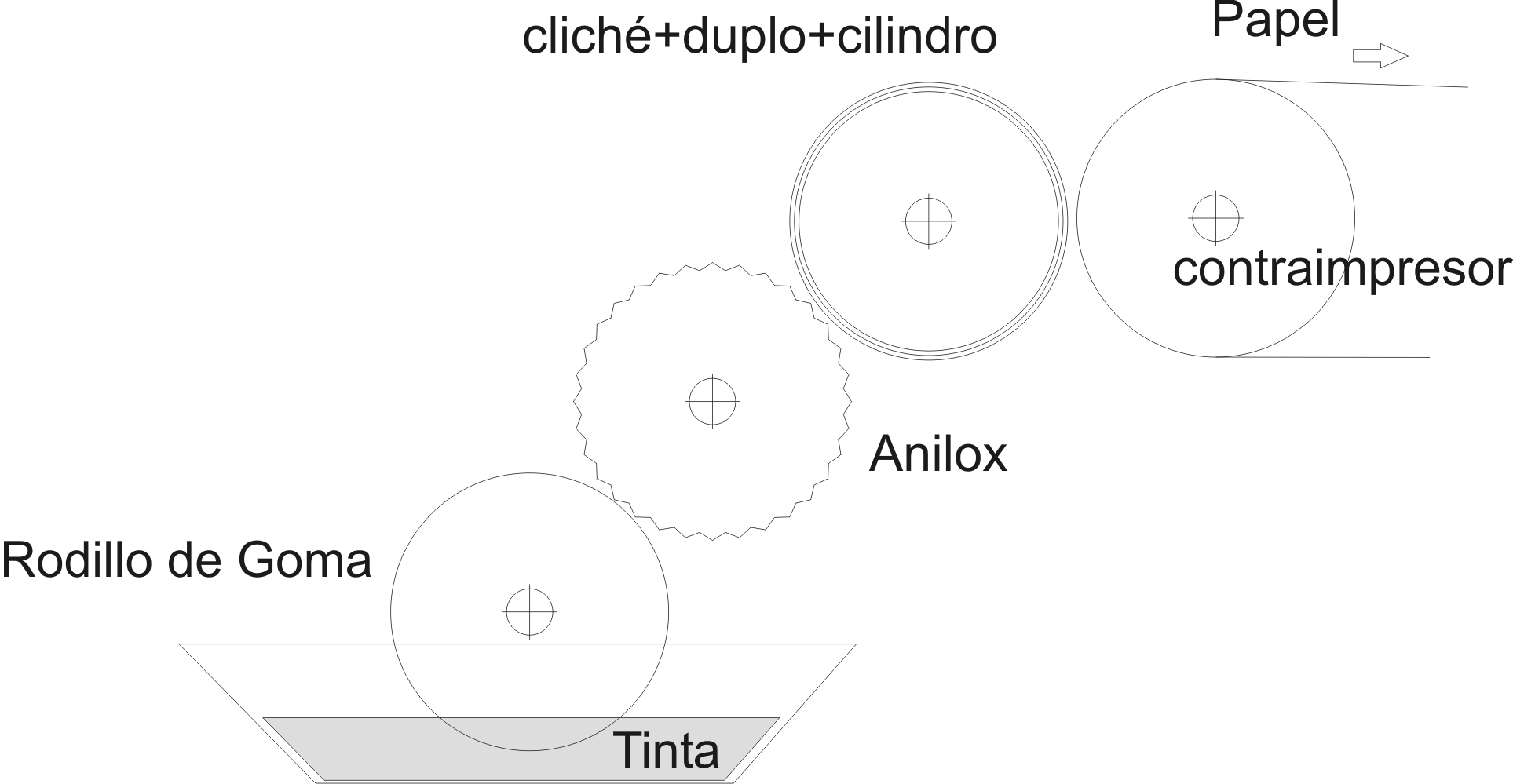
Esquema de una impresora flexográfica.

Las impresoras suelen ser rotativas, y la principal diferencia entre estas y los demás sistemas de impresión es el modo en que el cliché recibe la tinta. Generalmente, un rodillo giratorio de caucho u otros materiales, como el poliuretano o uretano, recoge la tinta y la transfiere por contacto a otro cilindro, llamado anilox. El anilox, por medio de unos alvéolos o huecos de tamaño microscópico, formados generalmente por abrasión de un rayo láser en un rodillo de acero y con cubierta de cromo o cerámica, transfiere una ligera capa de tinta regular y uniforme a la forma impresora, grabado o cliché. Posteriormente, el cliché transferirá la tinta al soporte a imprimir.
La cantidad de tintas que pueden ser utilizadas van desde una hasta diez, incluyendo diferentes tipos de acabados como barnices (de máquina, alto brillo o ultravioleta), laminación plástica y estampado de película. 
En el caso de que se utilicen materiales transparentes, se hace indispensable el uso del color blanco, a comparación del ófset, en donde el blanco se obtiene del soporte del papel, motivo por el cual se usa la cuatricromía. Sin embargo, en el caso de la flexografía es muy común el uso de colores preparados (spot colors o colores directos) o colores pantone. Por ejemplo, si se realiza un producto con fotografía, este se imprime en ocho colores, el blanco, cyan, magenta, amarillo, negro (para la foto), negro (para el código de barras y el texto) y dos colores más para realizar fondos saturados, entre estos pueden estar el dorado, plateado y/o el pantone de la empresa.

## Aplicaciones
El proceso de flexografía es característico para la impresión de etiquetas autoadheribles en rollo, las cuales se pueden imprimir en papel, películas y plásticos. Además es uno de los métodos de impresión más usado para envases, desde cajas de cartón corrugado, películas o filmes de plásticos (polietileno, polipropileno, poliéster, etc), bolsas de papel y plástico, hasta la impresión de servilletas, papeles higiénicos, cartoncillos plegadizos, periódicos, etc.
La flexografía es uno de los métodos de impresión más económicos con respecto al producto final, porque permite un mayor número de reproducciones a un menor costo.

## Diseño para flexografía
Para diseñar un empaque flexográfico se requiere de un conocimiento amplio de los procedimientos de impresión y de sus especificaciones técnicas. Debido a esto, es un trabajo que se encarga principalmente a los diseñadores gráficos y diseñadores de empaque. En primer lugar, se deben conocer las necesidades del cliente, qué tipo de producto se comercializa, si es sólido, líquido o congelado, luego el sustrato que desea el cliente y la cantidad de unidades que contendrá el empaque.
Comúnmente, los diseñadores gráficos tienen que encargarse desde el proceso de producción de la pieza gráfica, hasta el de la separación de colores; estos conocimientos claros ayudan a tener un proceso eficaz, fácil y rentable. Previo a la producción de las placas, se pueden utilizar distintos métodos para realizar pruebas de color, por ejemplo: Color Key, Cromalin, Color Check, Cromacheck, Dylux, etc.[cita requerida] Estas pruebas permiten acercarse mucho los colores finales de impresión y se realizan para evitar errores, que pueden llegar a ser muy costosos para el proceso de producción.

### Aspectos técnicos
El proceso de diseño para flexografía requiere el conocimiento de varios aspectos técnicos, tales como:

#### Tolerancias y porcentajes de compensación
Las tolerancias son medidas proporcionadas por los fabricantes de las impresoras, que sirven para determinar los porcentajes de compensación necesarios para la producción del arte final y de la separación de colores.
Los porcentajes de compensación, a su vez, ayudan a ajustar el diseño al momento de la separación de colores y que en la realización de las placas de impresión se obtenga el tamaño necesario, aunque también se debe tomar en cuenta el encogimiento de las mismas en un porcentaje de 1,5 a 2%. Estos números no se aplican a las placas de fotopolímero.

#### Reventado (trapping)
El reventado (trapping) se da al expandir un color y montarlo sobre otro para que, en el momento de la impresión, si se mueven las planchas o si se alargan por el envolvimiento o por la cinta doble faz colocada para pegarlas sobre el cilindro principal, no se muevan y así puedan cubrir con el exceso al resto de colores, formando una intersección de los mismos. Si no se realiza este reventado adecuadamente, se pueden generar líneas blancas o partes vaciadas en el área de unión de los colores. La medida normal va desde 0,3 pt hasta 1 pt. 

#### Positivos y negativos
«Positivo» y «negativo» hace referencia a la relación que existe entre las figuras y el fondo del diseño; es decir, un positivo indica que la figura se imprime y el fondo no, mientras que en el negativo, se imprime el fondo únicamente. Esta particularidad de la impresión es importante al momento de agregar elementos finos como líneas y texto de cuerpo delgado, ya que la tinta puede modificar la manera en la que estos elementos se muestran en el producto final.
Si se usan líneas se tiene que procurar no hacerlas tan finas: en el caso de un positivo, porque corre el riesgo de desaparecer la línea; en el caso del negativo, se hace más ancho que en el anterior porque el relleno de tinta en los espacios interiores tiende a disminuir el espesor. Por ejemplo, una línea de 1.5 puntos, al momento de imprimir en el soporte se puede transformar en una de 1pt.[cita requerida]

#### Tamaño de punto
El tamaño de punto se ve afectado por la presión que ejerce la impresora sobre el sustrato o medio de impresión. Cuando se realiza el diseño se debe tomar en cuenta que en la impresión existe un aumento de entre un 10 o un 20% en las tramas, ya que la fuerza ejercida sobre la película hace que el punto se expanda. Es decir, si se envía una trama de 25%, esta aumenta a un 35% o 40% en la impresión. Estas variaciones deben preverse antes de realizar el diseño, además de no usar muchas gradaciones porque tienden a agrandar el punto y, como consecuencia, aumentar el grosor del color u objeto impreso.

#### Muaré
El muaré es un problema de interferencia de los semitonos, el cual produce que se vean líneas o vetas de color no deseadas, a consecuencia del manejo inapropiado de las angulaciones o por un patrón erróneo de la roseta. 
Tomando en cuenta que la angulación de las celdas del rodillo anilox es de 45° respecto a la bobina del material, se deben considerar los siguientes valores para la impresión de los distintos colores:
Si se imprime en un solo color se recomienda usar tramas a 45°, o a su manera usar 30° de diferencia entre cada color, las angulaturas más usadas son:
- Cian:			105°
- Magenta:		45°
- Amarillo:		90°
- Negro:		75°

Estos valores son los más comunes, pero dependiendo de la disposición del anilox, se pueden generar variaciones sumando o disminuyendo 7,5°.
| Color    | Valor común | +7,5°  | -7,5° |
| -------- | ----------- | ------ | ----- |
| Cian     | 105°        | 112,5° | 97,5° |
| Magenta  | 45°         | 52,5°  | 37,5° |
| Amarillo | 90°         | 97,5°  | 82,5° |
| Negro    | 75°         | 82,5°  | 67,5° |